# Concepción (provincie van Peru)
Concepción is een provincie in de regio Junín in Peru. De provincie heeft een oppervlakte van  3.068 km² en telt 56.495 inwoners (2015). De hoofdplaats van de provincie is het district Concepción.

## Bestuurlijke indeling
De provincie Concepción is verdeeld in vijftien districten, UBIGEO tussen haakjes:
- (120202) Aco
- (120203) Andamarca
- (120204) Chambara
- (120205) Cochas
- (120206) Comas
- (120201) Concepción, hoofdplaats van de provincie
- (120207) Heroínas Toledo
- (120208) Manzanares
- (120209) Mariscal Castilla
- (120210) Matahuasi
- (120211) Mito
- (120212) Nueve de Julio
- (120213) Orcotuna
- (120214) San José de Quero
- (120215) Santa Rosa de Ocopa

Chanchamayo · Chupaca · Concepción · Huancayo · Jauja · Junín · Satipo · Tarma · Yauli